# Aranama (langue)
Cet article concerne la langue aranama. Pour le peuple aranama, voir Aranamas.
L'aranama est une langue amérindienne isolée parlée au Texas, aux États-Unis, par les Aranamas.
La langue est éteinte depuis le XIXe siècle.

## Connaissance de la langue
L'aranama n'est connue que par deux mots recueillis par Gatschet en 1884, d'un vieil homme tonkawa. Selon cet homme les deux mots, himiyána, eau, et himiána tsáyi, donne moi de l'eau, sont ceux d'un peuple qu'il nomme les Hanámas ou Hanámes.
Ives Goddard, identifie ce groupe avec les Aranamas ou Xaranames. Ce peuple est connu par la création en 1726, par les Espagnols d'une mission destinée à les accueillir, ainsi que les Tamiques. Cette mission, Espíritu Santo de Zúñiga était située sur le cours inférieur du Guadalupe.

## Classification
L'aranama, comme la plupart des langues du Texas méridional est considéré comme une langue isolée.